# Oli Siurana

Logotip DOP Siurana

L'oli de Siurana és un oli d'oliva verge extra amb Denominació d'Origen Protegida que es produeix a les comarques del Priorat, part de la Ribera d'Ebre, el Baix Camp, el Tarragonès, l'Alt Camp, el Baix Penedès i la Conca de Barberà. Té la seu del consell regulador a la ciutat de Reus. S'obté principalment a partir de la varietat d'oliva Arbequina (en un 90%), el 10% restant procedeix de la Rojal i la Morruda.
La zona de producció correspon a la part de l'àrea de conreu tradicional de l'olivera arbequina que no pertany a la conca del Segre (que correspon a la DOP Garrigues). S'estén per les conques dels rius Siurana, Gaià i Francolí, i la part de la Ribera d'Ebre on domina l'arbequina.
És un oli equilibrat, molt agradable al paladar i amb fragància d'ametlla verda i poma. Segons el moment de la collita se'n poden distingir dues variants: el de collita primerenca és afruitat, de color verd, amb més cos i amb sabor ametllat amarg; el de collita més tardana és més dolç, de color groc i més fluid que l'anterior.
Els olis de la DOP Siurana han obtingut al llarg dels anys nombrosos premis tant de l'àmbit estatal com internacional.